# Soundsystem
Soundsystem — пятый студийный альбом американской группы 311. Релиз состоялся 12 октября 1999 года. Запись альбома проходила весной 1999 года на студии NRG в Лос-Анджелесе. В 2001 году альбом получил сертификат золотого диска от RIAA, всего было продано более 600 000 копий.

## Список композиций
| №                   | Название              | Автор(ы)                 | Длительность |
| ------------------- | --------------------- | ------------------------ | ------------ |
| 1.                  | «Freeze Time»         | Hexum, Martinez          | 3:21         |
| 2.                  | «Come Original»       | Wills, Hexum, Martinez   | 3:42         |
| 3.                  | «Large in The Margin» | Hexum, Sexton            | 3:28         |
| 4.                  | «Flowing»             | Hexum                    | 3:13         |
| 5.                  | «Can't Fade Me»       | Hexum, Martinez          | 2:10         |
| 6.                  | «Life's Not a Race»   | Hexum, Martinez, Mahoney | 4:26         |
| 7.                  | «Strong All Along»    | Hexum, Martinez          | 3:28         |
| 8.                  | «Sever»               | Hexum, Wills, Martinez   | 4:42         |
| 9.                  | «Eons»                | Hexum, Sexton            | 3:13         |
| 10.                 | «Evolution»           | Hexum, Sexton, Martinez  | 4:17         |
| 11.                 | «Leaving Babylon»     | Hexum                    | 3:59         |
| 12.                 | «Mindspin»            | Sexton, Hexum, Martinez  | 4:00         |
| 13.                 | «Livin' & Rockin'»    | Mahoney, Hexum, Martinez | 2:44         |
| Общая длительность: | Общая длительность:   | Общая длительность:      | 48:44        |

| №   | Название        | Автор(ы)               | Длительность |
| --- | --------------- | ---------------------- | ------------ |
| 14. | «Blizza»        | Hexum                  | 1:16         |
| 15. | «Cali Soca»     | Sexton, Hexum, Mahoney | 3:36         |
| 16. | «Dancehall»     | Hexum, Martinez        | 2:51         |
| 17. | «Seal The Deal» | Hexum                  | 3:22         |

| №   | Название   | Длительность |
| --- | ---------- | ------------ |
| 18. | «Forward»  |              |
| 19. | «Hazy»     |              |
| 20. | «The 90's» |              |

## Синглы
| Год  | Название              | Наивысшая позиция | Наивысшая позиция | Наивысшая позиция |
| Год  | Название              | US                | US Alt            | US Main           |
| ---- | --------------------- | ----------------- | ----------------- | ----------------- |
| 1999 | «Come Original»       | 119               | 6                 | 39                |
| 1999 | «Flowing»             | —                 | 17                | —                 |
| 2000 | «Large in The Margin» | —                 | —                 | —                 |

## Чарты и сертификация альбома
| Чарты        | Год    | Чарты         | Позиция              |
| ------------ | ------ | ------------- | -------------------- |
| Чарты        | 1999   | Billboard 200 | 9                    |
| Сертификация | Страна | Сертификация  | Продажи              |
| Сертификация | США    | Золотой       | более 600 тыс. копий |

## Участники записи
311
- Ник Гексум — вокал, ритм-гитара
- Дуглас «S.A.» Мартинес — вокал, тёрнтейбл
- Тим Махоуни — соло-гитара
- Аарон «P-Nut» Уиллс — бас-гитара
- Чед Секстон — ударные, перкуссия